# Wallace (Idaho)
Wallace er en historisk by i det nordlige Idaho i USA. Byen ligger i det såkaldte Idaho Panhandle, et forholdsvis smalt område, der strækker sig mod nord fra den centrale del af staten. Wallace er administrativt centrum for det amerikanske county Shoshone County i et minedistrikt, der kaldes Silver Valley.
Wallace ligger ved South Fork of Coeur d'Alene River og ved Interstate Highway 90.

## Historie
Byen er opkaldt efter Oberst W. R. Wallace som ejede en del jord i området . I 1890 var Shoshone County det tættest befolkede county i Idaho, og Wallace var den største by med 2.000 indbyggere, hvilket gjorde den til statens tredjestørste by.
Byen var den vigtigste by i Coeur d'Alene sølvminedistriktet, som producerede mere sølv end noget andet minedistrikt i USA. Wallace kalder da også sig selv verden sølvhovedstad. Mange af de gamle minesamfund, der strakte sig mod nord og øst for byen, er dog nu helt forladte.
I området forekom af og til åben krig mellem minearbejdere og mineejere. Minearbejdere i Shoshone County protesterede mod nedskæringer i lønningerne ved at strejke i 1892. Opdagelsen af en "spion" for selskabet blandt arbejderne fremprovokerede et skyderi, hvor adskillige blev dræbt og til sidst greb hæren ind og tvang arbejdere til at afslutte strejken. I 1899 udbrød der igen fjendtligheder. Mineselskabet Bunker Hill, det eneste, som ikke beskæftigede organiserede medarbejdere, og som aflønnede 50 cent under den aftalte tarif på $ 3,50 pr. dag, ansatte detektiver fra Pinkterton, som skulle identificere fagforeningsmedlemmer. Det medførte fyring af 17 arbejdere, som havde meldt sig ind i fagforeningen. Den 29. juni 1899 erobrede 250 arbejdere et tog i byen Burke og kørte det til Warden, hvor mineselskabet drev en sølvmølle. Med halvandet ton dynamit sprængte arbejderne møllen i luften. To blev dræbt under aktionen, den ene var en ikke organiseret minearbejder, den anden en fagforeningsmand, som blev skudt ved en fejltagelse af organiserede arbejdere . Igen måtte hæren gribe ind for at skabe ro og orden.
I 1910 gik en tredjedel af byen tabt under en skovbrand kendt som "The Great Fire of 1910", Den ødelagde mere end 12.000 km2 skov i Washington, Idaho og Montana. Branden varede kun i to dage, men da den var brændt ud, var 87 mennesker, heraf 78 brandmænd, døde. Branden regnes fortsat som den største skovbrand i USA's historie .
I 1979 blev mange af bygningerne i downtown Wallace optaget i National Register of Historic Places som et såkaldt Historic District.

## Geografi
Byen, der har et areal på ca. 2,18 km2, ligger 832 m over havets overflade.

## Befolkning
Befolkningstallet var i 2010 784 indbyggere, et fald på 176 siden follketællingen i 2000. Befolkningstallet toppede i 1940 med 3.839, men siden er det faldet i alle folketællinger.
De nuværende indbyggere er fordelt på 190 familier og 364 husstande. 96 % af befolkningen er hvide, alle andre grupper var repræsenteret med mindre end 1 % af befolkningen. Gennemsnitsladeren var 47,5 år og 16,5 % af indbyggerne var under 18.

## Interstate 90
Interstate Highway 90 passerer gennem byen på en hævet vognbane anlagt på søjler. Denne åbnede i 1991, indtil da havde hovedvejen gået gennem byen i "overfladehøjde". Dengang var byens hovedgade en del af hovedvejen, og den havde et stoplys. Det var det sidste stoplys på nogen "kyst-til-kyst-" interstate highway, og et skilt i downtown bar teksten "The Last Stoplight".
Da den nye vej skulle etableres var planen først at rive det meste af downtown ned for at anlægge motorvejen, men det var ikke tilladt med bygninger, der var registreret i National Register of Historic Places og derfor blev løsningen med den hævede vognbane valgt.

## Universets centrum
Den 25. september 2004 udnævnte byens borgmester, Ron Garitone, Wallace til Universets Centrum. Et kloakdæksel blev udpeget som det nøjagtige sted, og dækslet blev udskiftet med et nyt med teksten "Center of the Universe, Wallace, Idaho".

## Kultur
I Wallace kan man komme på en tur i en sølvmine, og man kan besøge et bordelmuseum.
Filmen Dante's Peak, blev optaget i og omkring Wallace i 1996. En stort bakke ved byen blev ændret digitalt så den lignede en vulkan. I en af scenerne kan man faktisk se et skilt med teksten Wallace.
Skuespilleren Lana Turner (1921 – 1995) var født i Wallace.

## Fodnoter
1. ↑  Profile of Wallace
2. ↑  Peter Carlson, Roughneck: The Life and Times of Big Bill Haywood, 1983, page 54.
3. ↑  J. Anthony Lukas, Big Trouble, 1997, pages 113-114.
4. ↑  Great Fire of 1910 http://www.freebase.com/view/en/great_fire_of_1910 Arkiveret 4. marts 2012 hos  Wayback Machine
5. ↑  Inferno http://library.thinkquest.org/C0119184/english/historical_fires_1910.shtml Arkiveret 23. oktober 2013 hos  Wayback Machine
6. ↑  "Wallace Historic District NRHP" (PDF). National Register of Historic Places. National Park Service. Arkiveret fra originalen (PDF) 10. oktober 2012. Hentet 22. december 2012.

## Eksterne referencer
- History of Wallace Idaho
- Byens hjemmeside

47°28′23″N 115°55′30″V / 47.4731°N 115.925°V